# 愛しておくれ (スペンサー・デイヴィス・グループの曲)
「愛しておくれ」（あいしておくれ、Gimme Some Lovin'）は、スペンサー・デイヴィス・グループが1966年に発表した楽曲。
ローリング・ストーンの選ぶオールタイム・グレイテスト・ソング500（2010年版）では247位にランクされている。

## スペンサー・デイヴィス・グループのオリジナル
スティーヴ・ウィンウッド、スペンサー・デイヴィス、マフ・ウィンウッドが共作し、スペンサー・デイヴィス・グループが最初に演奏した楽曲であるが、イギリス盤のシングルには、スティーヴ・ウィンウッドの名のみがクレジットされている。この曲の基本的なリフは、ホーマー・バンクスとウィリー・ディーン・"ディーニー"・パーカー (Willie Dean "Deanie" Parker) が書いた、バンクスの「Ain't That a Lot of Love」から借用されている。
1966年秋にチャートの第2位まで上昇し、アメリカ合衆国では第7位となった。
イギリス盤や、おそらくは大部分のヨーロッパ諸国の盤とは異なり、ユナイテッド・アーティスツ・レコードから出たUS盤シングルは、ややテンポが遅く、バックコーラスやパーカッションの一部がなく、「ライブ・サウンド」のような演奏になっている。再発盤では、ヨーロッパで制作されたものでも、US盤の音源が用いられることがよくある。この曲には、ハモンドオルガン (Hammond B-3) のサウンドがフィーチャーされている。
日本では、「愛しておくれ」という日本語題でシングルがリリースされたが、そのジャケットには「ギミー・サム・ラビング」と原題の音写が付記されていた。この日本語題を用いない場合は、「ギミー・サム・ラヴィン」、「ギミ・サム・ラヴィン」として言及されることがよくある。

## カバー
この曲は、数多くのアーティストたちによってカバーされており、1980年の映画『ブルース・ブラザース』では、ブルース・ブラザーズがこの曲を演奏する場面があるほか、サム&デイヴ、オリビア・ニュートン＝ジョンなどによるカバーがある。
ザ・ビーチ・ボーイズは、1972年4月4日と1977年6月23日に、ブライアン・ウィルソンのリードで、この曲の吹き込みを行なったが、2014年現在、テープは行方不明とされている。
日本のバンド、ザ・スパイダースは、1967年のアルバム『風が泣いている/ザ・スパイダース・アルバムNo.4』に、この曲のカバーを収録した。

## 映画やテレビでの使用
この曲は、頻繁に映画やテレビで使用されており、映画では、以下のような例がある。
- アデライン、100年目の恋
- ハンバーガー・ヒル
- パイレーツ・ロック
- アイアン・イーグル
- スリーパーズ
- ダンボドロップ大作戦
- エドtv
- 団塊ボーイズ
- フライト・オブ・フェニックス
- 素顔のままで
- ノッティングヒルの恋人
- ブルース・ブラザース
- MR.デスティニー
- Kopps
- Sweatin' To The Oldies 3
- 再会の時
- グッドモーニング, ベトナム
- Brian's Song
- デイズ・オブ・サンダー
- ソウル・サーファー
- トロピック・サンダー/史上最低の作戦
- ラッシュ/プライドと友情[10][注 1]

テレビの例。
- 『クライム・ストーリー』のエピソード「The Brothel Wars」
- 長年にわたってロサンゼルス・レイカーズを応援するバンドは、頻繁にこの曲をインストゥルメンタルで演奏してきた。

## 他の作品における使用
- マッシュアップのアーティスト、Girl Talk は、この曲のサンプリングを用いて、CD『Feed the Animals』の冒頭のトラックを制作した。
- ゾンビ・ネイション（英語版）は、この曲のサンプリングを用いて、アルバム『ゾンビリシャス（英語版）』の冒頭に収録したトラック「Mas De Todo」を制作した。
- アメリカ合衆国の小説家メアリー・マクギャリー・モーリス（英語版）は、2009年のナショナル・パブリック・ラジオのインタビューで、彼女の7作目の小説『The Last Secret』のアイデアは、この曲を聴いているときに浮かんだ、と語っている。